# Dendrocoelum sanctinaumi
Dendrocoelum sanctinaumi is een platworm (Platyhelminthes). De worm is tweeslachtig. De soort leeft in of nabij zoet water op de Balkan.
Het geslacht Dendrocoelum, waarin de platworm wordt geplaatst, wordt tot de familie Dendrocoelidae gerekend. De wetenschappelijke naam van de soort werd, als Neodendrocoelum santinaumi, voor het eerst geldig gepubliceerd in 1927 door Stankovic & Komarek. De soort is genoemd naar het klooster van Sint Naum, aan het Meer van Ohrid. Sint Naum was een man, en de vaak gebruikte spelling "santinaumae", verwijzend naar een vrouw, dus onjuist.